# (3398) Stättmayer
(3398) Stättmayer, désignation internationale (3398) Stattmayer, est un astéroïde de la ceinture principale.

## Description
(3398) Stättmayer est un astéroïde de la ceinture principale. Il fut découvert le 10 août 1978 à La Silla par Hans-Emil Schuster. Il présente une orbite caractérisée par un demi-grand axe de 2,29 UA, une excentricité de 0,24 et une inclinaison de 24,2° par rapport à l'écliptique.

## Compléments